# Bruno Dreossi
Bruno Dreossi (Monfalcone, 11 luglio 1964) è un ex canoista italiano, con Antonio Rossi fu medaglia di bronzo nel K2 500 m ai Giochi olimpici di Barcellona 1992.

## Biografia
Ai Giochi di Seul 1988, nel K2 1000m, era stato eliminato in semifinale.

## Palmarès
| Anno | Manifestazione  | Sede       | Risultato | Gara     | Tempo   |
| ---- | --------------- | ---------- | --------- | -------- | ------- |
| 1992 | Giochi olimpici | Barcellona | Bronzo    | K2 500 m | 1:30.00 |